# 誓願寺 (名古屋市熱田区)

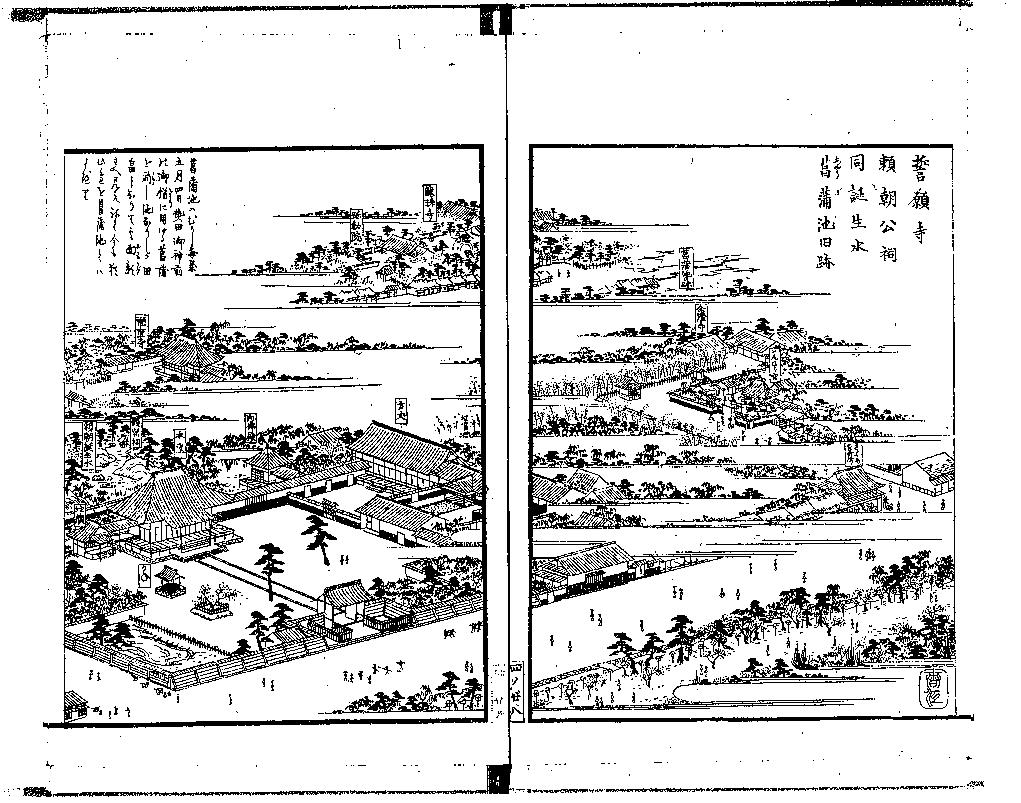
『尾張名所図会. 前編　巻4　愛智郡』より「誓願寺」

誓願寺（せいがんじ）は、愛知県名古屋市熱田区白鳥二丁目にある西山浄土宗の寺院。源頼朝の生誕地としても知られる。

## 由緒
享禄2年（1529年）、熱田神宮大宮司藤原氏の別邸跡に、吉野城 (尾張国)の吉野右馬允の妻でもある善光上人（日秀妙光）尼が、織田信秀の援助を得て創建した。平安時代末期、源義朝の正室となった藤原季範の娘由良御前は身ごもって熱田の実家に帰り、この別邸で頼朝を生んだといわれる。尾張名所図会には誓願寺の隣にきよめ茶屋が描かれており、熱田神宮参拝者はここで身を清めた後、参拝に向かったという（現在は神宮境内に移転している）。このきよめ茶屋のあった位置に、平清盛へ幼い頼朝の助命を嘆願した池禅尼の「池殿屋敷」があったと伝えられている。天正18年（1590年）には豊臣秀吉の母大政所が参詣したと伝えられる。慶長5年（1600年）の火災で伽藍什物が焼失したが、豊臣秀頼の命で再建された。後に尾張藩が山門などを修理し、寺領も寄進され、代々の尾張藩により、信仰されてきた。また、松尾芭蕉も熱田神宮訪問の際、自ら言い出して熱田にある景清社と誓願寺に訪れたという。
昭和20年（1945年）6月9日の空襲により、誓願寺は本堂などが炎上し焼失。源頼朝誕生地である樹木に囲まれた頼朝祠があり、隣の池跡に大きな石で積み重ねた源頼朝公産湯ノ井戸があったが、やはり空襲で破壊され焼失している。戦後以降に、誓願寺が再建された時、源頼朝誕生の伝承を惜しむ人々により、再び池跡に源頼朝公産湯ノ井戸が設けられているが、以前の元と異なる簡単な石造りのもので済ませており、焼失した頼朝祠は再建されなかった。現在の誓願寺は戦後の名古屋市の戦災復興事業などによる都市開発などの影響を受けて境内の規模が縮小され、誓願寺は金の葵の御紋を付けたコンクリート造りの近代的な造りの本堂となっており、かつて本堂が存在していた場所は現在、駐車場となっており、駐車場入り口にある山門も葵の御紋がある。山門のところに源頼朝誕生地である事を示した名古屋市教育委員会が建てた案内板と、伊藤萬蔵が寄贈した「右大将頼朝公誕生舊地」の石碑が建てられている。なお、本堂と山門に葵の御紋があるのは、誓願寺の開祖である善光上人が人質時代の竹千代（徳川家康）の教育係だったことや、後の尾張藩の影響などの理由が見られる。

## 所在地
- 愛知県名古屋市熱田区白鳥二丁目10番12号